# Oberonia ovalis
Oberonia ovalis är en orkidéart som beskrevs av Rudolf Schlechter. Oberonia ovalis ingår i släktet Oberonia och familjen orkidéer. Inga underarter finns listade i Catalogue of Life.